# Acrapex stictisema
Acrapex stictisema är en fjärilsart som beskrevs av George Francis Hampson 1914. Acrapex stictisema ingår i släktet Acrapex och familjen nattflyn. Inga underarter finns listade i Catalogue of Life.